# Scopula internata
Scopula internata är en fjärilsart som beskrevs av Achille Guenée 1857. Scopula internata ingår i släktet Scopula och familjen mätare. Inga underarter finns listade.